# شهرستان مورگان (آلاباما)
شهرستان مورگان، آلاباما (به انگلیسی: Morgan County, Alabama) شهرستانی در ایالات متحده آمریکا است که در آلاباما واقع شده‌است.

## خصوصیات
شهرستان مورگان ۱٬۵۵۱٫۴۱ کیلومترمربع مساحت دارد.